# Blues Brothers (film)
A Blues Brothers 1980-ban bemutatott  amerikai zenés filmvígjáték. 
A főszereplők, John Belushi és Dan Aykroyd mint „Joliet” Jake Blues és Elwood Blues, a (való életben is létező) The Blues Brothers zenekar alapítói, egy csőd szélén álló árvaház számára akarnak pénzt szerezni, ezért összeszedik a régi zenekari tagokat. A koncertek között a szó szoros értelmében feldúlják Amerikát. A filmben a blues élő legendáinak számító zenészek szerepelnek és zenélnek, többek között Aretha Franklin, Ray Charles, James Brown, Cab Calloway és John Lee Hooker.

## Cselekmény
Jake Blues a fegyházból szabadul, ahol három évet ült fegyveres rablásért. Testvére, Elwood várja a kapu előtt egy ütött-kopott, leselejtezett rendőrautóval. Jake egy korábbi ígérete miatt a katolikus árvaházba mennek, ahol gyerekkorukat töltötték. Egykori nevelőjük, Mary Stigmata nővér, gúnynevén a „Pingvin” elmondja nekik, hogy az árvaházat be fogják zárni, mert nincsen pénz a fenntartásra, 5000 dollár adóhátralékuk van. Jake felajánlja, hogy megszerzik a pénzt, azonban Mary Stigmata nővér kijelenti, hogy nem fogad el bűnös úton szerzett pénzt. A testvérek az árvaházban találkoznak Curtisszel, az idős, fekete gondnokkal, aki régen megismertette velük a bluest. Curtis azt mondja, „rájuk fér egy kis templom” és Cleophus tiszteletes zenés istentiszteletét javasolja. A templomban Jake megvilágosodik: újjászervezik a bandát, a Blues Brotherst, amelyben együtt zenéltek és így becsületes úton, munkával szerzik meg a pénzt. A vállalkozás rosszul indul: útközben Elwood áthajt egy piros lámpán, de vesztére, mert egy járőrkocsi kiszúrja és az is kiderül, hogy a járművet és vezetőjét is körözik. Az igazoltatás vad autós üldözésbe torkollik, amelynek során egy bevásárlóközpontba hajtanak és porig rombolják azt. Elmenekülnek a hatóság elől, azonban amikor Elwood nyomorúságos szállására érnek, a kapuban rakétával tüzel rájuk egy nő. Nem sikerül a merénylet, amit rezzenéstelen arccal fogadnak és nyugovóra térnek.
Reggelre nyomukra bukkan a rendőrség, de mielőtt letartóztathatnák őket, a titokzatos nő újból lesújt, ezúttal az egész házat rájuk robbantja, azonban ezt is sértetlenül túlélik. Jake és Elwood elkezdenek nyomozni a zenekar tagjai után. Tom „Bones” Malone, Willie „Too Big” Hall, Steve „The Colonel” Cropper, Donald „Duck” Dunn, és Murphy „Murph” Dunne egy szinte üres Holiday Inn társalgójában játszanak Murph and the Magic Tones néven, mint bárzenészek. A Blues fivérek ajánlata csábító, de meggyőzően érvelnek arról, hogy ismét csatlakozzon hozzájuk a trombitás „Mr. Fabulous”, aki most főpincér egy francia étteremben és jól keres. Jake és Elwood az étteremben látogatják meg és botrányosan viselkednek. Mivel „Mr. Fabulous” először vonakodik beállni a zenekarba, megígérik, hogy minden nap visszatérnek és hasonló botrányt csapnak. Ez hat.
Már csak ketten hiányoznak a bandából. Útközben ismét kalamajkába keverednek, ezúttal egy neonáci felvonulást ugrasztanak szét, ismét gyarapítva az őket üldözők táborát. Matt „Guitar” Murphy és Lou Marini a Soul Food Cafe-ban vendéglátózik és az asszonnyal (Aretha Franklin) lezajlott kisebb veszekedés után csatlakoznak a zenekarhoz. Hangszereket a Ray's Music Exchange-ből szereznek hitelbe, ahol az eladó maga Ray Charles, és ezt be is bizonyítja az elektromos zongoránál. A banda útnak indul első fellépésére, de természetesen Jake nem mondott igazat és még csak most próbál fellépési lehetőséget találni. Vesztükre egy gáztartály mellett álló telefonfülkéből hívja az ügynököt, ahol a váratlanul megjelenő titokzatos nő lángszóróval robbantja fel őket, de túlélik. Jake találomra vezet, a zenészek egyre türelmetlenebbek. Véletlenül találnak egy szórakozóhelyet, Bob Country Bunkeré-t, ahol az aznap este fellépő együttes késik, így hirtelen ötlettel kiadják magukat country zenekarnak. Kezdeti problémák után nagy sikerrel zajlik a fellépés, ám a koncert végén kiderül, hogy a játék közben elfogyasztott sör ára több, mint amennyi pénzt Bob a fellépésért fizetni szándékozott. A fizetés helyett elszelelnek, annál is inkább, mert közben befutott a Good Old Boys, akiknek a fellépését elorozták. Ezúttal szerencséjük van, mert az egyesült erővel nyomukba eredő károsultak belerohannak a gyorshajtás miatt utánuk induló rendőrautóba.
Régi ismerősük és üzletfelük, az ügynök Maury Sline a Wazapamani-tónál lévő 5000 férőhelyes Palace Hotel-t javasolja, hogy az 5000 dollárt egy fellépéssel megkeressék. A fivérek garantálják, hogy megtöltik a termet közönséggel. Mindent bevetnek. Az árvaházi gyerekek ragasztják a plakátokat, osztogatják a szórólapokat. Jake és Elwood hatalmas hangszórót szerel a Bluesmobil tetejére, azzal járják a környéket. A nagy hírverés nyomra vezeti az üldözőket, így Jake és Elwood csak a legnagyobb körültekintéssel közelítheti meg a koncert helyszínét (közben véletlenül felrobbantanak egy benzinkutat). Miközben a rendőrök gyűrűjén lopóznak át, előrelátóan „kipreparálják” azok járműveit. A zenekar már játszik, amikor a női WC ablakán át behatolnak a hotelbe. A rengeteg rendőr dacára eljutnak a színpadig, és kezdetét veszi a show. A siker óriási, sőt amikor a két jómadár a koncert vége felé megpróbál meglépni az épületből, egy lemezcég vezetője 10 ezer dollár előleget ad nekik egy lemezfelvételért, sőt egy titkos alagutat mutat nekik kifelé. Ismét csaknem rajtavesztenek a titokzatos nő miatt, aki az alagútban gépfegyverrel vár rájuk. Most végre kiderül, hogy ő Jake exbarátnője, akit faképnél hagyott az oltár előtt. Igen eltökélten végezni akar velük, de végül Jake-től elgyengül és nem lő. Amikor már biztonságban vannak, otthagyják a lányt és tovább menekülnek a rendőrök elől, de már Chicago felé robognak: viszik a pénzt az adóhivatalba, mert a határidő igen szoros. A rendőrök a felrobbanó autógumik miatt nem tudnak egyből utánuk iramodni, ezért némi előnyre tesznek szert, de az autópályán már rendőrautó-konvoj követi őket.
Sem a pályán, sem az utcákon nem sikerül megállítani a Blues-fivéreket, eközben tucatszám törnek pozdorjává az összeütköző rendőrautók. Erre a sorsra jutnak a Good Old Boys tagjai, majd a nácik is. Sikeresen elérik az adóhivatal épületét, időközben a rendőrökön kívül tűzoltók, sőt helikopterekkel és páncélosokkal támogatva az Amerikai Nemzeti Gárda csapatai is a helyszínre érnek és megrohamozzák a házat. A pénzt befizetik, az árvaház megmenekül, a fiúk mennek a sittre. A film a banda börtönben adott koncertjével zárul, ahol a Jailhouse rock-ot játsszák.

A jolieti börtön.„Isteni küldetésben járunk”

## Szereplők
| - Cab Calloway – Curtis - Carrie Fisher – Jake elhagyott barátnője - Aretha Franklin – Mrs. Murphy - Ray Charles – önmaga / zálogházi eladó - James Brown – Cleophus James tiszteletes - John Candy – Burton Mercer, rendőrfelügyelő - Kathleen Freeman – Mary Stigmata nőver, a „Pingvin” - Henry Gibson – náci vezér - Steve Lawrence – Maury Sline, ügynök - Twiggy – a szőke nő - Frank Oz – raktáros a börtönben - Jeff Morris – Bob, a Country Bunker tulajdonosa - Sheilah Wells – Claire, Bob felesége - Charles Napier – Tucker McElroy (Good Old Boys) | - Steven Williams – Mount rendőr - Armand Cerami – Daniel rendőr - Chaka Khan – szólista a kórusban - John Lee Hooker – utcai zenész a Maxwell Street-en - John Landis – rendőr - Stephen Bishop – rendőr - Joe Walsh – fegyenc - Paul Reubens – Chez Paul - Steven Spielberg – hivatalnok - Layne Britton – idős ember, akinek Elwood sajtot szerez - Joe Cuttone – Lloyd - Toni Fleming – Mrs. Tarantino, szállásadónő - Carolyn Franklin, Brenda Bryant Corbett és Margaret Branch és a Soul Food kórus |

A Blues Brothers Band tagjai:
- John Belushi – „Joliet” Jake Blues – ének
- Dan Aykroyd – Elwood Blues – szájharmonika és ének
- Steve Cropper – szólógitár, ritmusgitár, vokál
- Donald Dunn – basszusgitár
- Murphy Dunne – billentyűsök
- Willie Hall – dob
- Tom Malone – harsona, tenorszaxofon és vokál
- Lou Marini – altszaxofon, tenorszaxofon és vokál
- Matt Murphy – szólógitár
- Alan Rubin – „Mr. Fabulous” – trombita és vokál

## A bluesmobile

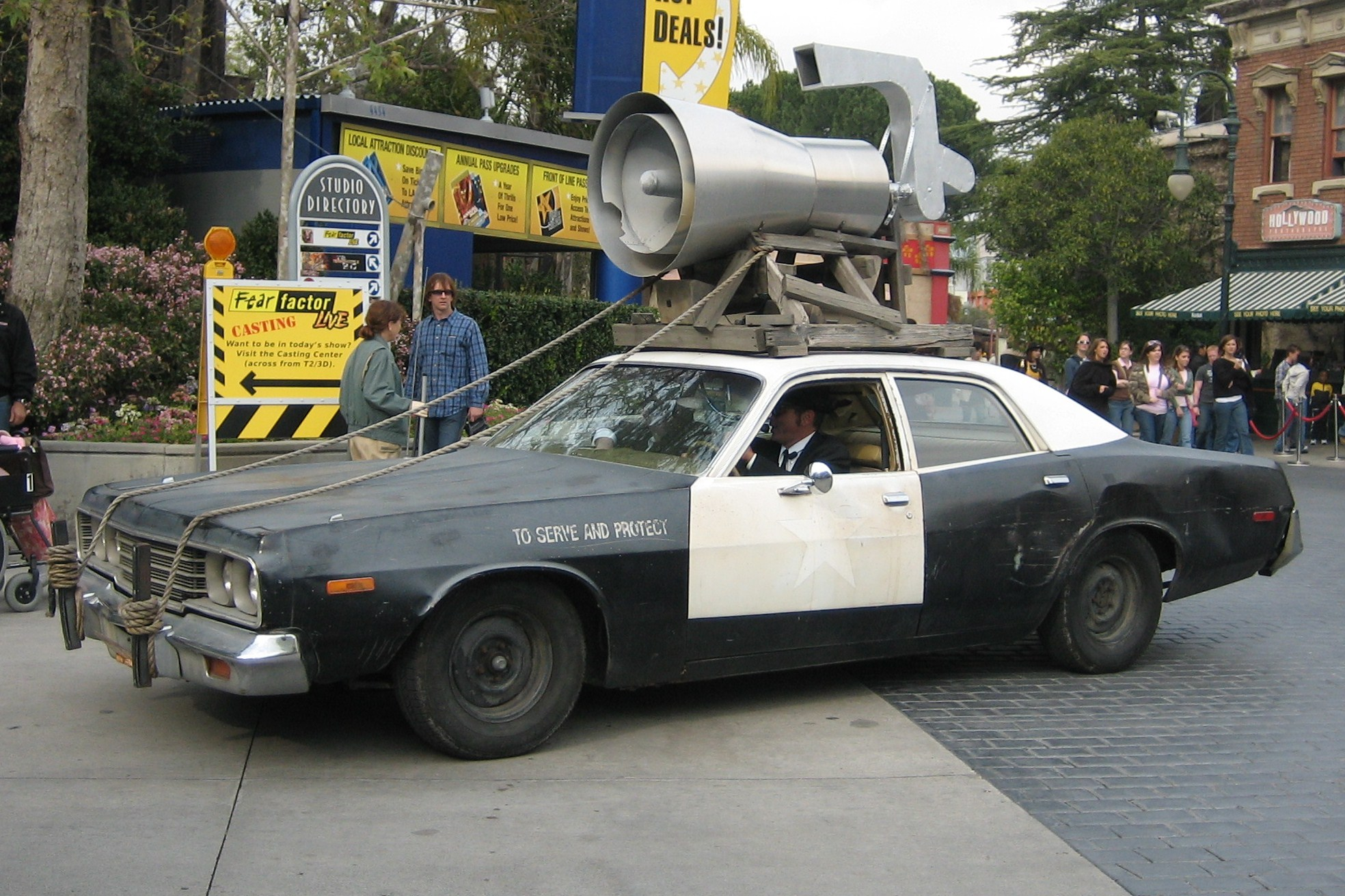
A bluesmobile (másolat)

A filmben használt legendás autó a történet szerint leselejtezett 1974-es évjáratú Dodge Monaco típusú rendőrautó. A forgatáshoz összesen 13 ilyen autót vásároltak, amelyek mindegyikét valamilyen speciális forgatási helyzethez alakították át. Például volt egy olyan darab, amelyik mindössze arra szolgált, hogy a film végén a Daley Center előtt darabjaira hulljon.
A film elkészítéséhez összesen 60 rendőrségi autót vásároltak a filmesek, ezek túlnyomó részét a forgatás során, különböző akciójelenetekben összetörték. Megjelenése után a Blues Brothers tartotta az egy filmben tönkretett autók számának világrekordját.

## Folytatás
A történet egy 1998-ban bemutatott Blues Brothers 2000 című  filmben folytatódik. A történet fő elemei hasonlóak, beleértve a nagy autós üldözéseket és zenéket. Ezt a filmet is John Landis rendezte és a főszerepet Dan Aykroyd játssza. John Belushi halála miatt a főbb szerepekben John Goodman, Joe Morton és 10 éves J. Evan Bonifant látható. Aretha Franklin és James Brown is visszatért az első film hírességei közül. Emellett más neves zenészek, Sam Moore, Wilson Pickett, Paul Shaffer, B. B. King és Eric Clapton és mások is szerepelnek egy all-star csapat, a Louisiana Gator Boys tagjaiként.